# Kuusamo flygplats
Kuusamo flygplats (IATA:KAO, ICAO: EFKS) är en liten internationell flygplats belägen 6 kilometer nordost om Kuusamos centrum och 27 kilometer från skidcentret Ruka

## Flygbolag och destinationer
Följande flygbolag erbjuder året runt och säsongsbetonade reguljär- och charterflyg på Kuusamo flygplats:
| Flygbolag           | Destinationer                                                             |
| ------------------- | ------------------------------------------------------------------------- |
| Edelweiss Air       | Säsong: Zürich (begins 2 February 2024)                                   |
| Eurowings           | Säsong: Düsseldorf (begins 21 January 2024)                               |
| Finnair             | Helsinki                                                                  |
| Lufthansa           | Säsong: Frankfurt                                                         |
| TUI Airways         | Säsong: Birmingham (resumes 10 December 2023), London–Gatwick, Manchester |
| TUI fly Netherlands | Säsong: Rotterdam                                                         |